# 雪山寶螺
雪山寶螺（学名：Cypraea caputserpentis）为寶螺科寶螺屬下的一个种。